# Saint-Polgues
Saint-Polgues é uma comuna francesa na região administrativa de Auvérnia-Ródano-Alpes, no departamento de Loire. Estende-se por uma área de 5,77 km². Em 2010 a comuna tinha 265 habitantes (densidade: 45,9 hab./km²).